# 普羅赫雷斯 (盧甘斯克州)
49°11′31″N 38°31′15″E / 49.19194°N 38.52083°E
普羅赫列斯（烏克蘭語：Прогрес）是位於烏克蘭東部的村莊，由盧甘斯克州北顿涅茨克区的魯比日內市鎮負責管轄。該村始建於1820年，面積0.2平方公里，海拔高度82米，2001年人口44，人口密度每平方公里223.4人。